# Janusz Brzozowski
Janusz Brzozowski (ur. 29 czerwca 1951 w Szczecinie) – polski piłkarz ręczny, grający na pozycji prawoskrzydłowego, w latach 1973–1982 reprezentant Polski, brązowy medalista olimpijski z Igrzysk Olimpijskich w Montrealu.

## Życiorys
Karierę sportową rozpoczął jako lekkoatleta u trenera Tadeusza Turowskiego w SKS Chrobry Szczecin, w 1967 rozpoczął grę w piłkę ręczną w Pogoni Szczecin.
W 1969 debiutował w reprezentacji Polski juniorów, grał także w młodzieżowej reprezentacji Polski. W sierpniu 1973 debiutował w reprezentacji Polski seniorów, w towarzyskim spotkaniu z Bułgarią, 19 grudnia 1973 wystąpił w ostatnim spotkaniu eliminacyjnym do mistrzostw świata w 1974, jednak na same mistrzostwa nie został zakwalifikowany. W listopadzie 1974 wystąpił z reprezentacją Polski w zawodach Pucharu Świata, zajmując z nią 2. miejsce. Był podstawowym zawodnikiem swojej drużyny, zdobył cztery bramki. W 1975 zdobył brązowy medal akademickich mistrzostw świata (jako student Wyższej Szkoły Pedegogicznej w Szczecinie.
W 1976 zdobył z Pogonią Szczecin jedyny w karierze medal mistrzostw Polski - brązowy. W tym samym roku został kapitanem szczecińskiego zespołu. W tym samym roku wystąpił na igrzyskach olimpijskich w Montrealu, zdobywając z drużyną brązowy medal. Wystąpił we wszystkich pięciu spotkaniach, zdobywając pięć bramek. W 1977 drugi raz został brązowy medal akademickich mistrzostw świata. W 1978 wystąpił na mistrzostwach świata, zajmując z drużyną 6. miejsce. W turnieju wystąpił we wszystkich sześciu spotkaniach, zdobywając trzynaście bramek. W 1979 zajął z reprezentacją Polski drugie miejsce w zawodach Pucharu Świata (w czterech spotkaniach zdobył jedną bramkę). W 1980 wystąpił na igrzyskach olimpijskich w Moskwie, na których jego drużyna będąca jednym z faworytów turnieju zajęła dopiero 7. miejsce. Zagrał tam we wszystkich sześciu spotkaniach, zdobywając siedem bramek.
Od 1981 był kapitanem reprezentacji Polski. W tym samym roku zwyciężył ze swoim zespołem w mistrzostwach świata grupy B. W sześciu spotkaniach zdobył piętnaście bramek. Ostatni sukces w karierze osiągnął, zdobywając brązowy medal mistrzostw świata w 1982. W siedmiu spotkaniach zdobył piętnaście bramek. Na tym turnieju zakończył karierę reprezentacyjną, łącznie w 163 spotkaniach, zdobył 256 bramek.
Do 1983 występował w barwach Pogoni Szczecin (do końca jako kapitan zespołu), w latach 1983–1986 w fińskiej drużynie Sjundea IF, z którą w 1984, 1985 i 1986 wywalczył wicemistrzostwo Finlandii. W latach 1986–1987 był trenerem męskiego zespołu Pogoni Szczecin i zdobył z nim w 1987 Puchar Polski. W latach 1987–1990 jako grający trener występował we francuskiej drużynie FZC Mulhouse. Następnie powrócił do Pogoni, gdzie do 1993 był trenerem drużyny żeńskiej. W 1992 zdobył z nią Puchar Polski. W latach 1997–1999 był trenerem Parii Szczecin
W 1993 otrzymał Diamentową Odznakę ZPRP, w 2004 został wybrany najlepszym piłkarzem ręcznym 50-lecia na Pomorzu Zachodnim, w 2008 wybrano go do najlepszej "7" 90-lecia polskiej piłki ręcznej.
Od 199 pracował w wydziale wsparcia sprzedaży Totalizatora Sportowego w Szczecinie.